# CRAL Cirio 1958-1959
Questa voce raccoglie le informazioni riguardanti la Dopolavoro Cirio nelle competizioni ufficiali della stagione 1958-1959.

## Rosa
| N. |                   | Ruolo | Calciatore           |  |
| -- | ----------------- | ----- | -------------------- |  |
|    | Italia (bandiera) |       | Assardo              |  |
|    | Italia (bandiera) | C     | Pasquale Bevilacqua  |  |
|    | Italia (bandiera) | A     | Giuseppe Busiello    |  |
|    | Italia (bandiera) | D     | Giulio Costelli      |  |
|    | Italia (bandiera) | D     | Giuseppe Errichiello |  |
|    | Italia (bandiera) | A     | Elia Fiorini         |  |
|    | Italia (bandiera) | P     | Carlo Gergolet       |  |
|    | Italia (bandiera) | P     | Giuseppe Giannetti   |  |
|    | Italia (bandiera) | D     | Galliano Grolli      |  |
|    | Italia (bandiera) | A     | Agide Lenzi          |  |

| N. |                   | Ruolo | Calciatore          |
| -- | ----------------- | ----- | ------------------- |
|    | Italia (bandiera) | D     | Carlo Luci          |
|    | Italia (bandiera) | C     | Leonida Maria       |
|    | Italia (bandiera) | C     | Alberto Molinari    |
|    | Italia (bandiera) | A     | Giuseppe Rampazzo   |
|    | Italia (bandiera) | A     | Adriano Rossi       |
|    | Italia (bandiera) | D     | Antioco Rosso       |
|    | Italia (bandiera) | C     | Renato Sadar        |
|    | Italia (bandiera) | C     | Rinaldo Settembrini |
|    | Italia (bandiera) | A     | Emanuele Vacca      |
|    | Italia (bandiera) | C     | Carlo Valla         |